# Daimler G.I
Die Daimler R.I bzw. Daimler G.I war ein Riesenflugzeug- bzw. Großflugzeug-Entwicklung der Daimler-Motoren-Gesellschaft aus dem Jahr 1915. Sie war die erste Eigenentwicklung der Flugzeugbau-Abteilung der Daimler-Motoren-Gesellschaft.

## Geschichte
Die Daimler-Motoren-Gesellschaft beabsichtigte 1915 den Einstieg in den Bau von Luftfahrzeugen. Für den geplanten Bau von Riesenflugzeugen entstand ab Juli 1915 in Sindelfingen ein vollständig neues DMG-Flugzeugwerk. Zum Aufbau eigener Entwicklungskapazitäten beteiligte sich die DMG an der Entwicklung des Großflugzeugs Union G.I der Union Flugzeugwerke in Berlin. Bis August 1915 entstand in Berlin ein zweiter Prototyp der Union G.I unter Mitwirkung von DMG-Personal. Während der Erprobung bei der Inspektion der Fliegertruppe (IdFlieg) in Adlershof wiesen beide Prototypen starke Motorvibrationen auf. Die IdFlieg verzichtete daraufhin auf den Union-Entwurf. Die ausbleibenden IdFlieg-Aufträge führten kurze Zeit später zur Insolvenz der Union Flugzeugwerke. Die DMG erwarb daraufhin die Rechte an der Union G.I aus der Konkursmasse der Union Flugzeugwerke und setzte die Entwicklung in Sindelfingen unter der Bezeichnung Daimler R.I mit den früheren Union-Entwicklungsingenieuren Rittberger und Schopper fort.
Zur Reduzierung der Vibration erfolgte bei DMG eine grundlegende Verstärkung der Holzstruktur der Union G.I sowie ein Austausch der invertierten Daimler-D.IIIu-Motore gegen gewöhnliche Daimler D.III. Für den modifizierten Entwurf erteilte die IdFlieg 1915 an DMG einen Bauauftrag über zwei Prototypen (476/15 und 478/15). Da das Flugzeugwerk in Sindelfingen noch nicht fertiggestellt war, beauftragte DMG den Piano-Hersteller Schiedmayer in Stuttgart mit der Herstellung der Baugruppen für die Daimler R.I. Die Montage der R.I erfolgte in einer der ersten fertiggestellten DMG-Hallen in Sindelfingen. Die Flugerprobung begann Ende 1915. Die überarbeitete Daimler R.I wies erneut Vibrationsbeanstandungen auf, die auch mit veränderten Flügelanordnungen nicht zu beseitigen waren. Beim zweiten Prototyp wurde ein vergrößertes Leitwerk verbaut, womit die Steuerbarkeit verbessert wurde. Auf Grund einer neuen Begriffsdefinition von Riesen- und Großflugzeugen der IDFLIEG musste die Baubezeichnung 1916 von Daimler R.I in Daimler G.I geändert werden, da die geforderte Zugänglichkeit der Motore im Flug bei Riesenflugzeugen mit dem Daimler-Flugzeug nicht erfüllt wurde. Erst Mitte 1917 erfolgte die Ablieferung eines Prototyps der Daimler G.I an die IdFlieg in Adlershof.
Bereits 1916 hatte die IdFlieg die Einstellung eigener Flugzeugentwicklungen bei DMG angeregt. Die DMG nahm daraufhin 1917 die Lizenzfertigung von Großflugzeugen anderer Hersteller auf. Weitere Aufträge der IdFlieg für die Daimler-Großflugzeug wurden nicht mehr erteilt. Über den Verbleib des an die IdFlieg abgelieferten Prototypen 478/15 oder des bei DMG verbliebenen Prototypen liegen keine Informationen vor.

## Technische Daten
| Kenngröße             | Union G.I                              | Daimler R.I / G.I                      |
| --------------------- | -------------------------------------- | -------------------------------------- |
| Besatzung             |                                        |                                        |
| Rumpflänge            | 18,20 m                                | 18,35 m                                |
| Rumpfhöhe             | 3,74 m                                 | 3,80 m                                 |
| Spannweite            | 21,00 m                                | 21,08 m                                |
| Flügelfläche          | 72,40 m²                               | 73,62 m²                               |
| Höchstgeschwindigkeit | 128 km/h                               | 120 km/h                               |
| Reichweite            |                                        |                                        |
| Leermasse             | 1960 kg                                | 2510 kg                                |
| Startmasse            | 2765 kg                                | 3630 kg                                |
| Triebwerke            | 4 × Daimler Fh1256, 110 PS (ca. 80 kW) | 4 × Daimler D.III, 160 PS (ca. 120 kW) |